# Melipotis striolaris
Melipotis striolaris är en fjärilsart som beskrevs av Herrich-Schäffer 1869. Melipotis striolaris ingår i släktet Melipotis och familjen nattflyn. Inga underarter finns listade i Catalogue of Life.